# Aa leucantha
Lan a hoa trắng (danh pháp hai phần: Aa leucantha) là một loài thực vật có hoa trong họ Lan (Orchidaceae). Loài này được (Rchb.f.) Schltr. miêu tả khoa học đầu tiên năm 1920.